# 주소 변형
주소 변형은 사용자가 원하지 않은 스팸봇이 전자 메일 주소를 자동으로 수집하지 못하도록 이메일 주소를 변형하는 작업이다. 컴퓨터 소프트웨어가 실제 주소 또는 주소를 전혀 볼 수 없도록 하는 방식으로 전자 메일 주소를 위장하기 위한 것이지만, 여전히 사람이 원본 메일 주소를 재구성하고 작성자에게 연락할 수 있도록 한다. 예를 들어 " no-one@example.com "은 "no-one at example dot com"이 된다.
공개적으로 게시된 모든 전자 메일 주소는 대량 전자 메일 발송자가 사용하는 컴퓨터 소프트웨어에 의해 자동으로 수집될 가능성이 높다. 웹페이지, 유즈넷 또는 대화방에 게시된 주소는 특히 이에 취약하다.  개인 간에 전송된 개인 이메일은 수집될 가능성이 거의 없지만 웹 을 통해 보관 및 제공되거나 유즈넷 뉴스 서버 로 전달되어 공개되는 메일링 리스트 로 전송된 이메일은 결국 스캔 및 수집될 수 있다.

## 같이 보기
- 인터넷 봇